# Église Notre-Dame-de-l'Assomption de Saint-Geniès
L'église Notre-Dame-de-l'Assomption est une église catholique située à Saint-Geniès, en France.

## Localisation
L'église est située dans le département français de la Dordogne, sur la commune de Saint-Geniès.

## Historique
L'église apparaît dans des documents en 1168. Elle est déjà dédiée à la Bienheureuse Vierge Marie. Elle dépend alors de l'abbaye de Saint-Amand-de-Coly.
En 1283, elle a deux desservants, la cure dépendait de l'évêque et le prieuré rattaché à l'église, de l'abbé de Saint-Amand-de-Coly. L'abbé est haut et bas justicier sur le territoire de la paroisse.
Au XVe siècle la seigneurie est entrée dans la famille de Gontaut quand Richard de Gontaut, capitaine de Montignac pour le roi Charles VI, épouse l'héritière des Salignac. Les Gontaut partagent la seigneurie avec la famille Lassalle. Il existe aussi sur le territoire de la paroisse la seigneurie de Pelvezy.
La chapelle au nord de la première travée de la nef porte à la clé de voûte l'écu des Carbonnières qui sont seigneurs de Pelvezy depuis le mariage de Jeanne de Salignac avec Jean de Carbonnières en 1424.
La chapelle nord de la seconde travée de la nef avait une ouverture permettant l'accès depuis le château.
À la fin du XVe siècle, construction du clocher-porche.
En 1570, Jean de Gontaut, seigneur du lieu, déclare dans son testament vouloir être enterré dans l'église de Saint-Geniès. 
En 1772, le prieuré et la cure sont réunis malgré l'opposition des habitants.
Des travaux sont entrepris en 1872 pour mieux éclairer et aérer l'édifice. Trois fenêtres sont percées dans le chœur en reproduisant la fenêtre axiale d'origine, le tympan plein du portail est remplacé par un remplage de pierre garni de vitraux et on installa une tribune à la base du clocher.
L'édifice est classé au titre des monuments historiques le 24 août 1943.

## Description

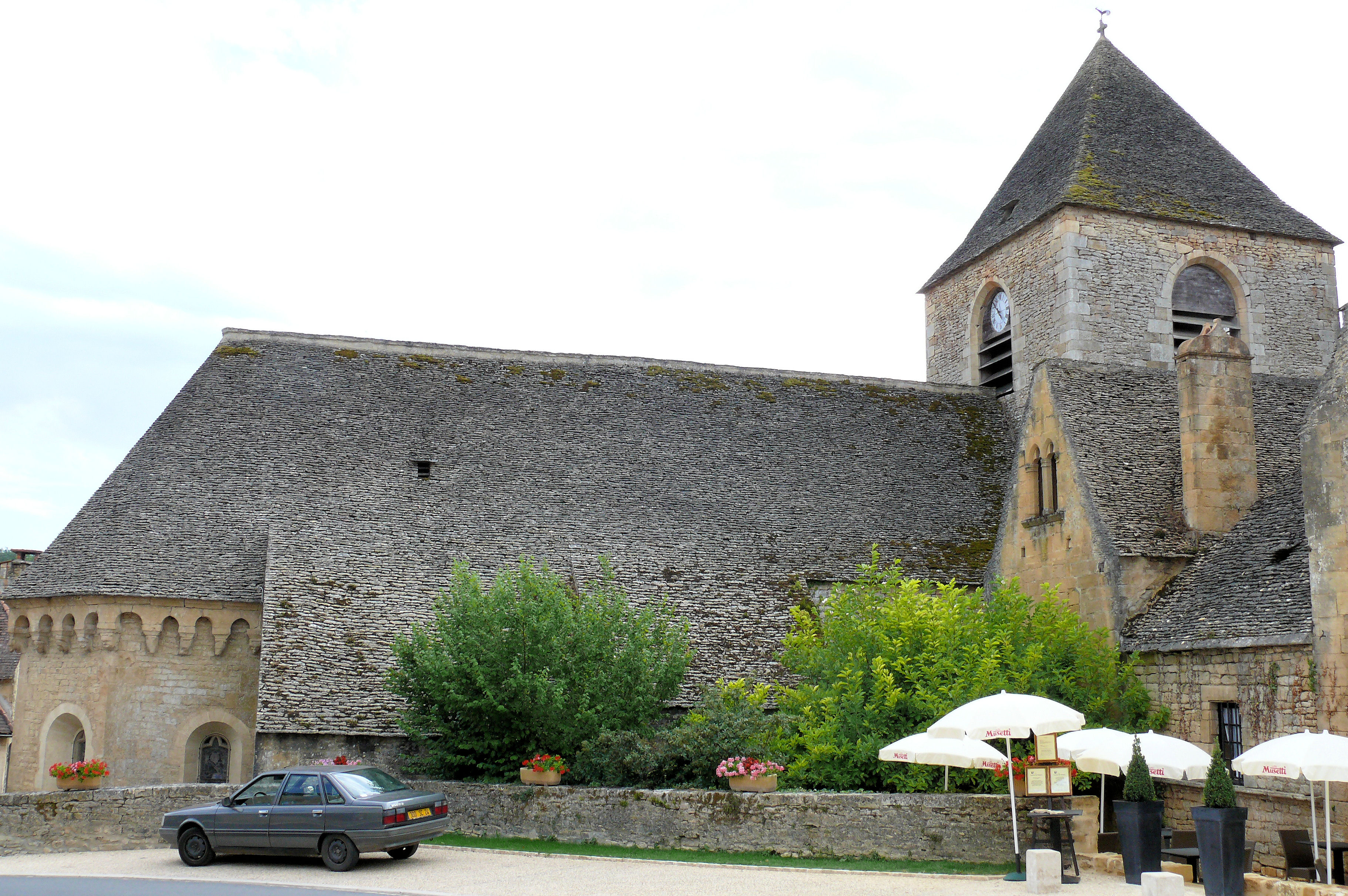
L'église Notre-Dame de l'Assomption

L'église également couverte de lauzes comprend deux parties : le chœur et la nef ont été construits probablement au XIIe siècle, avec des ajouts de chapelles à la fin du XIIIe siècle et au XVe siècle. 
Le chœur est de plan polygonal à l'extérieur et semi-circulaire à l'intérieur et voûté en cul-de-four. Il est précédé d'une travée droite voûtée en berceau, avec une chapelle au nord.
La nef se compose de deux travées voûtées d'ogives aujourd'hui sur laquelle s'ouvrent quatre chapelles.